# Кейзерлинг, Герман фон
Герман Вильгельм Эрнст фон Кейзерлинг (нем. Hermann Wilhelm Ernst von Keyserlingk; 1773—1858) — немецкий философ из рода Кейзерлингов.
Преподавал философию в Берлинском университете. Был сначала гербартианцем, затем стал правым гегельянцем, доказывал необходимость объединения философии с христианской религией. Наиболее значительные его работы: «Wissenschaft vom Menschengeiste od. Psychologie» (1829), «Glaubensbekenntniss eines Philosophen» (1833), «Denkwürdigkeiten eines Philosophen» (1839).